# Hebreeuwse Evangelie volgens Matteüs
Het Hebreeuwse Evangelie volgens Matteüs is een hypothetisch evangelie dat door de evangelist Matteüs zou zijn opgesteld in de tweede helft van de eerste eeuw in het Hebreeuws of Aramees.
Volgens Papias van Hiërapolis, die in de tweede eeuw leefde en behoort tot de zogenaamde apostolische vaders (Ireneüs van Lyon: "[Papias] een hoorder van Johannes en een metgezel van Polycarpus, een man uit vroeger tijden") meldt dat Matteüs "de Woorden (Logia) [van de Heer] in het Hebreeuws samenstelde en elk van hen [d.w.z. de evangelisten] interpreteerde hen [d.i. de Woorden] naar eigen goeddunken." Uit deze overlevering van Papias werd (reeds in het vroege Christendom) de conclusie getrokken dat Matteüs zijn evangelie oorspronkelijk in het Hebreeuws of Aramees had opgesteld en dat deze later in het Koinè-Grieks werd vertaald. Wil men deze interpretatie van de overlevering van Papias overnemen, dan blijven er echter een aantal problemen over: 
1. Er is geen fragment van een Hebreeuws of Aramees Evangelie van Matteüs bekend;
2. Het canonieke Evangelie volgens Matteüs is zeker geen rechtstreekse vertaling van een Hebreeuws origineel (de Oudtestamentische citaten komen meestal uit de LXX);
3. De woorden van Papias kunnen anders worden uitgelegd (zie hieronder).

Aannemelijker lijkt het dat Papias bedoelde dat Matteüs een verzameling van spreuken (logia) in een typisch joodse en Hebreeuwse stijl (Hebraïdi dialektōi) heeft samengesteld. Algemeen wordt erkend dat het Evangelie volgens Matteüs weliswaar in het Grieks is opgesteld, maar tegelijkertijd het meest is gericht op een joods lezerspubliek. De opeenvolgende kerkelijke schrijvers en kerkvaders hebben Papias' woorden dan altijd verkeerd opgevat. Overigens hoeven de logia van Matteüs waar Papias naar verwijst niet eens te verwijzen naar een evangelie, zij kunnen ook de weerslag zijn van een niet meer bestaande mondelinge traditie omtrent de leringen van Jezus.

## Middeleeuwse versies
In de middeleeuwen verschenen rabbijnse versies van het Evangelie volgens Matteüs geschreven in het Hebreeuws, o.a.:
- Sjem-Tov Matteüs (1385) (gaat volgens sommige geleerden terug op een oude Hebreeuwse versie van het Matteüs-evangelie)[4]
- Münster Matteüs (1537)
- Du Tillet Matteüs (1555)

Deze "evangeliën", soms bewust aangepast, werden door rabbijnen gebruik in hun polemieken met katholieke geleerden.